# جورج فاركوهار
كان جورج فاركوهار (1677- 29 أبريل 1707) مسرحيًا أيرلنديًا. اشتهر بمساهماته في الكوميديا الإرجاعية المتأخرة، ولا سيما مسرحياته الزوج الثابت (1699)، وضابط التجنيد (1706) وحيلة بو (1707).

## نشأته
وُلد فاركوهار في ديري، وكان أحد سبعة أطفال ويليام فاركوهار، وهو رجل دين ذو دخل متواضع. يدعي مؤلف كتاب «مذكرات السيد جورج فاركوهار»، وهو سيرة سبقت عدة من طبعات أعماله في القرن الثامن عشر، أن فاركوهار:
اكتشف ميلًا مبكرًا مكرسًا لإلهات الإلهام. عندما كان صغيرًا، قدم عينات من شعره، واكتشف قوة في التفكير ونقلة في التعبير تتجاوز سنه بكثير.
تلقى تعليمه في كلية فويل ودخل لاحقًا كلية الثالوث في دبلن بعمر السابعة عشرة بصفة طالب مساعد تحت رعاية أسقف درومور، الذي ربما كان من أقارب والدة فاركوهار. ربما كان فاركوهار ينوي في البداية أن يتبع مهنة والده ويصير رجل دين، لكنه كان «طالبًا تعيسًا ومتمردًا» وترك الكلية بعد عامين ليصير ممثلًا. يدعي كاتب السيرة في القرن الثامن عشر أن سبب مغادرته هو أن «شخصيته المرحة والمتقلّبة لم تستطع الاستمتاع برصانة الحياة الجامعية وانعزالها»، لكن ثمة قصة أخرى غير مؤكدة تقول إنه طُرد من كلية الثالوث بسبب «مزحة تجديفية». وليست الحكايتان متنافيتين بالضرورة.

## حياته المهنية في التمثيل
انضم فاركوهار إلى جماعة تؤدي على مسرح دبلن، على الأرجح من خلال معرفته الممثل الشهير روبرت ويلكس. قيل لنا إن «صوته كان ضعيفًا إلى حد ما» وأن «حركاته كانت متيبسة وغليظة». لكنه لقي استحسانًا لدى الجماهير وفكر أن يستمر في المهنة «إلى أن يعرض عليه شيء أفضل». ذكرت التقارير أن بعض الأدوار التي لعبها فاركوهار هي لينوكس في مسرحية مكبث لشكسبير، وبيلير الشاب في رجل الطريقة لجورج إثيريج، ولورد ديون في فيلاستر لبومونت وفليتشر، وغويومار في الإمبراطور الهندي لجون درايدن.
لكن عندما كان فاركوهار يمثل في مسرحية دريدن، أدى حادث حدث على المسرح إلى إنهاء حياته في التمثيل. عندما لعب فاركوهار دور غويومار، كان يفترض به أن «يقتل» فاسكيز، وهو أحد الجنرالات في المسرحية. ولأن فاركوهار نسي استبدال سيف شيش بسيفه قبل أن ينفذ المشهد، أصاب برايس، الممثل الذي لعب دور فاسكيز، إصابة بليغة. وعلى الرغم من أن برايس تعافى، عزم فاركوهار بعد هذه الواقعة على اعتزال التمثيل إلى الأبد.